# Boesenbergia longipes
Boesenbergia longipes là một loài thực vật có hoa trong họ Gừng. Loài này được (King & Prain ex Ridl.) Schltr. mô tả khoa học đầu tiên năm 1913.